# Kugessi
Kugessi (russisch Кугеси, tschuwaschisch Кӳкеҫ Kükeç) ist eine Siedlung (possjolok) in der Republik Tschuwaschien (Russland) mit 11.917 Einwohnern (Stand 14. Oktober 2010).

## Geographie
Kugessi liegt knapp 15 km südlich des Zentrums der Republikhauptstadt Tscheboksary und der Wolga in den Wolgahöhen.
Die Siedlung ist Verwaltungssitz des Rajons Tscheboksarski und – als deren einzige Ortschaft – der Landgemeinde Kugesskoje selskoje posselenije.

## Geschichte
Die Ortschaft entstand 1745 und trug bis ins 20. Jahrhundert den russifizierten Namen Kugessewo oder Kugeschewo. Er geht auf eine Bezeichnung in der finno-ugrischen Sprache der Mari zurück, die in dem Gebiet siedelten, bevor sie ab dem 8. Jahrhundert von tschuwaschischen Stämmen auf das linke Wolgaufer verdrängt wurden.
Im 20. Jahrhundert beschleunigte sich das Bevölkerungswachstum, und das Dorf wurde 1931 zum Verwaltungssitz des 1927 gegründeten Tscheboksarski rajon. 1985 wurde es mit dem Dorf Baiderjakowo zusammengeschlossen, mit dem es faktisch zusammengewachsen war. Zugleich erhielt es den Status einer Siedlung städtischen Typs. Seit der Verwaltungsreform 2006 ist Kugessi als ländliche Siedlung eingestuft.

### Bevölkerungsentwicklung
| Jahr | Einwohner |
| ---- | --------- |
| 1897 | 00.407    |
| 1939 | 01.165    |
| 1959 | 01.578    |
| 1970 | 03.453    |
| 1979 | 05.724    |
| 1989 | 09.540    |
| 2002 | 11.658    |
| 2010 | 11.917    |

Anmerkung: Volkszählungsdaten

## Wirtschaft und Infrastruktur
In der im näheren Umfeld der Großstadt Tscheboksary gelegenen Siedlung gibt es Betriebe zur Lebensmittelherstellung, der Bauwirtschaft, Versorgung und des Transportwesens.
Durch Kugessi verläuft die Fernstraße M7 von Moskau nach Ufa. Unmittelbar südlich der Siedlung zweigt die neue Trasse der Fernstraße Wjatka (A119) ab, die Tscheboksary östlich umgeht und direkt zur Wolgaquerung über den Damm des Tscheboksarsker Stausees führt. Am nördlichen Ortsrand verläuft die Eisenbahnstrecke (nur Güterverkehr) nach Nowotscheboksarsk; der nächstgelegene Personenbahnhof befindet sich in Tscheboksary.